# Maître de Luçon
Le Maître de Luçon ou Maître d’Étienne Loypeau est un maître anonyme enlumineur actif à Paris entre 1390 et 1417. Il doit son nom au pontifical-missel commandé par Étienne Loypeau, évêque de Luçon à l'attention de son protecteur Jean Ier de Berry (BNF, Lat.8886).

## Éléments biographiques et stylistiques
Le style et le corpus du maître a été défini pour la première fois par l'historien de l'art américain Millard Meiss. Il est appelé Maître d’Étienne Loypeau par Charles Sterling. Son style est marqué pendant longtemps par des caractéristiques de l'enluminure de la fin du XIVe siècle : les fonds en mosaïque, des compositions sobres, des sols nus. Ses personnages sont décorés de couleurs sobres, mais possède des drapés amples et chantournés, avec des arabesques en arrière-plan,.
L'atelier du Maître de Luçon s'est spécialisé dans les livres d'heures dont on compte au moins 21 manuscrits conservés dans des collections publiques, mais à partir de 1406, sa production se diversifie lorsqu'il commence à travailler pour de les familles aristocrates (Berry, Bourgogne) : il réalise la décoration de traités de moral, mais aussi des textes profanes.
L'un des premiers manuscrits attribués, conservé à Barcelone, porte la signature de Colin (ou Nicolas) Le Besc, écrivain-libraire parisien. D'après les archives, le même libraire se voit rémunéré par Louis Ier d'Orléans pour la fabrication d'un psautier à destination de ses fils Charles et Philippe et qui a été identifié à un psautier conservé à la BNF (Lat.1082) enluminé aussi par le Maître de Luçon. Colin Le Besc est encore au service de Charles d'Orléans en 1415. S'il n'est pas l'enlumineur lui-même, il pourrait être son libraire associé,.

## Manuscrits attribués

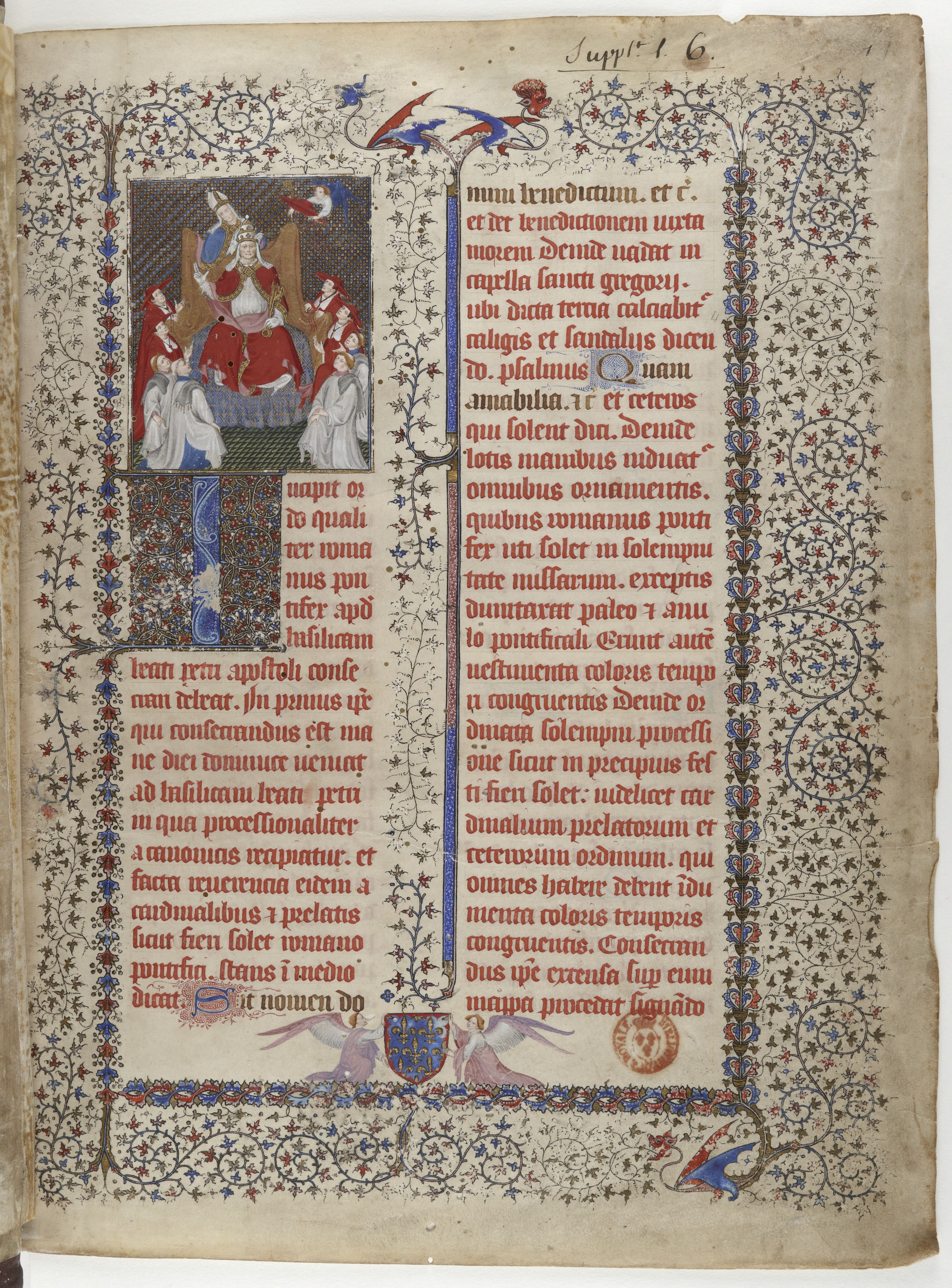
Première page du Pontifical-missel de Luçon, Lat.8886

- manuscrit des Grandes Chroniques de France, fin du XIVe siècle, Bibliothèque nationale de France, Fr.20350[4]
- Heures à l'usage de Rome pour une dame inconnue, en collaboration avec le Pseudo-Jacquemart et le Maître de la Mazarine, vers 1400, bibliothèque municipale de Quimper, Ms.42
- Livre d'heures, 1401, Bibliothèque de Catalogne, Barcelone, Ms.1850[5]
- Psautier peut-être commandé par Louis d'Orléans, vers 1403, BNF, Lat.1082
- Pontifical-missel commandé par Étienne Loypeau à l'attention de Jean de Berry, vers 1405, BNF, Lat.8886
- Livre d'heures à l'usage de Rennes au chiffre KS destiné à Charles VI, en collaboration avec le Maître d'Egerton, vers 1405, Free Library, Philadelphie, Widener 4[6]
- Livre d'heures, vers 1405, Bibliothèque Houghton, Université Harvard, Ms. Richardson 45[7]
- Livre d'heures à l'usage de Bourges pour un commanditaire proche du duc de Berry, vers 1405-1410 (collaboration avec le Pseudo-Jacquemart pour l'office de la Vierge), British Library, Yates Thompson 37[8]
- Recueil de textes moraux et politiques (L'Aiguillon d'amour divin de saint Bonaventure, et autres textes d'Henri Suso et Jean de Gerson), commandé par Simon de Courcy pour Marie de Berry, en collaboration avec le Maître du Bréviaire de Jean sans Peur (f.52), vers 1406, BNF Fr.926
- Livre de bonnes meurs de Jacques Legrand, destiné à Jean de Berry, en collaboration avec le Maître du Bréviaire de Jean sans Peur, vers 1410, BNF, Lat.1023
- Livre d'heures, en collaboration avec le Maître des Clères Femmes, vers 1410-1412, Bibliothèque d'État de Berlin, Ms Theol. Lat.Qu.7
- Du Cas des nobles hommes de Boccace, offert à Jean de Berry par Martin Gouges en janvier 1411, bibliothèque de Genève, Fr.190/1[9]
- Histoires romaines de Tite-Live traduites par Pierre Bersuire, en collaboration avec le Maître de la Cité des dames, vers 1410, BNF, Fr.264
- Manuscrit de textes d'Aristote, Bibliothèque royale de Belgique, Bruxelles, Mss. 9089-90
- Manuscrit de textes d'Aristote, BNF, Fr.208,
- Bucoliques, Géorgiques et Enéide de Virgile, vers 1410 collection du comte de Leicester, Holkham Hall, Norfolk, Ms.307
- Térence des ducs, en collaboration avec le Maître de la Cité des dames, le Maître des Adelphes et le Maître d'Orose, vers 1411, bibliothèque de l'Arsenal, Ms.664
- Décades de Valerius Maximus, BNF, Lat.6147
- Roman de la violette de Gerbert de Montreuil, Bibliothèque nationale de Russie, Saint-Pétersbourg, Ms. fr. Q.v.XIV, 3
- Heures de Levis, ateliers du Maître de Luçon et du Maître de Bedford, vers 1410-1420, Bibliothèque Beinecke, université Yale, Ms.400[10]
- Trésors de Brunetto Lattini et autres textes, en collaboration avec l'atelier Maître de l'Apocalypse de Berry (1 miniature attribuée à un suiveur), BNF, Fr.573[11]